# Chrysis atriventra
Espèce
Chrysis atriventra est une espèce de guêpes coucous.

## Référence
- (de) Linsenmaier, 1968 : Revision der Familie Chrysididae (Hymenoptera) Zweiter Nachtrag. Mitteilungen der Schweizerischen Entomologischen Gesellschaft, 41 pp 1-144.